# فاسيلي إيفانوف
فاسيلي ايفانوف (بالروسية: Иванов, Василий Владимирович)‏ (21 مارس 1970 سانت بطرسبرغ روسيا - ) هو لاعب كرة قدم روسي، يلعب كلاعب وسط، لعب 343 مباراة وسجل 17 هدف.

## مسيرته

### مسيرته مع الأندية
- 1987 - 1990 لعب مع زينيت سانت بطرسبرغ 29 مباراة.
- 1990 - 1994 لعب مع نادي سيسكا موسكو 76 مباراة سجل خلالها 5 أهداف.
- 1995 - 1999 لعب مع Maccabi Herzliya F.C. [الإنجليزية]‏ 118 مباراة سجل خلالها 10 أهداف.
- 1999 - 2001 لعب مع مكابي حيفا 40 مباراة سجل خلالها هدفين.
- 2002 - 2004 لعب مع FC Chernomorets Novorossiysk [الإنجليزية]‏ 51 مباراة.
- 2005 - 2005 لعب مع FC Volgar Astrakhan [الإنجليزية]‏ 29 مباراة.